# Chapelle Notre-Dame-de-Nize
La chapelle Notre-Dame-de-Nize est une chapelle romane située à Lunas dans le département français de l'Hérault en région Occitanie.
Elle occupe le site d'un sanctuaire d'origine pré-romane associé à un ancien culte local perpétué par un pèlerinage à la Vierge. Ce site regroupe une chapelle, un clocher, un ermitage, une aire de pèlerinage et une source dite « Fontaine des yeux ».

## Localisation
La  chapelle Notre-Dame-de-Nize se dresse « dans un environnement exceptionnel, au bord de la Nize et dans le Parc naturel régional Haut-Languedoc ».
On la trouve le long de l'eau dans un site boisé situé à 3 km à l'est de Lunas dans la vallée du Ruisseau de la Nize, en contrebas de la route départementale D35E9 en direction du hameau de Laval de Nize.
On y trouve à proximité une source où les malades venaient jadis se soigner.

## Historique
Le site de Nize abritait probablement un sanctuaire d'origine pré-romane datant des premiers siècles du christianisme.
Ce sanctuaire est mentionné sous le nom de Sancta Maria de Aniza en 1135 dans le cartulaire de l'abbaye de Joncels et en 1136 dans la bulle du pape Innocent III qui confirme à l'abbaye Saint-Pierre-aux-Liens de Joncels la possession de 28 églises, et de Prior de Transiliaco et Eniza en 1223 dans le Rôle des dîmes des églises du diocèse de Béziers,. La chapelle apparaît ensuite sous le nom de Nizia en 1518 et de Notre-Dame-de-Nize sur la carte de Cassini en 1778.
Devenue prieuré au Moyen Âge, l'église devint ensuite l'église paroissiale des hameaux de la vallée et des vallées avoisinantes, titre qu'elle porta jusqu'en 1971, moment où la paroisse de Nize fut supprimée et annexée à celle de Lunas.
Le clocher et la nef romane datent du XIIe siècle, le reste des bâtiments ayant été reconstruit aux XVIe et XVIIe siècles.
La chapelle, le clocher, l'ermitage, l'aire de pèlerinage et la source dite « Fontaine des yeux » font l'objet d'une inscription au titre des Monuments historiques depuis le 28 mai 2001,.
La chapelle est aujourd'hui le but d'un pèlerinage à la Vierge qui a lieu le 15 août.
En 2017 est lancé un projet de rénovation par financement participatif, qui débute par une étude réalisée par l'architecte Aurélie Rouquette et le spécialiste des Monuments historiques Charles Gonzales.

## Architecture

### Le clocher
L'élément le plus intéressant de la chapelle est son clocher roman du XIIe siècle.
Situé en contrebas de la route, ce clocher carré donne l'impression d'être peu élevé. Édifié en moellons, il contraste avec le reste des bâtiments, aux façades enduites de ciment. 
Le rez-de-chaussée de la tour est percé sur sa face occidentale d'une petite porte fermée par des barreaux de fer et un vitrail de style contemporain composé de blocs de verre coloré. Ses faces est et ouest sont agrémentées chacune par une étroite baie cintrée surmontée d'un linteau monolithe. L'étude menée par l'architecte Aurélie Rouquette en 2017-2018 met en évidence le fait que, si la baie de la face est semble d'origine, celle de la face ouest n'est pas visible sur la photo de 1948 et « a été créée de toutes pièces et de façon grossière avec une pierre de nature différente, ce qui la fait ressortir visuellement ».
Le dernier niveau, séparé du reste du clocher par un cordon de pierre, est percé sur chaque face d'une paire de baies cintrées géminées à colonnettes. Les photos de 1948 montrent que les baies géminées étaient en partie murées à cette époque.
Chaque colonnette possède un chapiteau de style roman primitif et soutient deux arcs cintrés dont l'extrados est orné d'un cordon de basalte fort dégradé.
Le clocher est couronné d'une courte flèche pyramidale couverte d'ardoises.

Le clocher
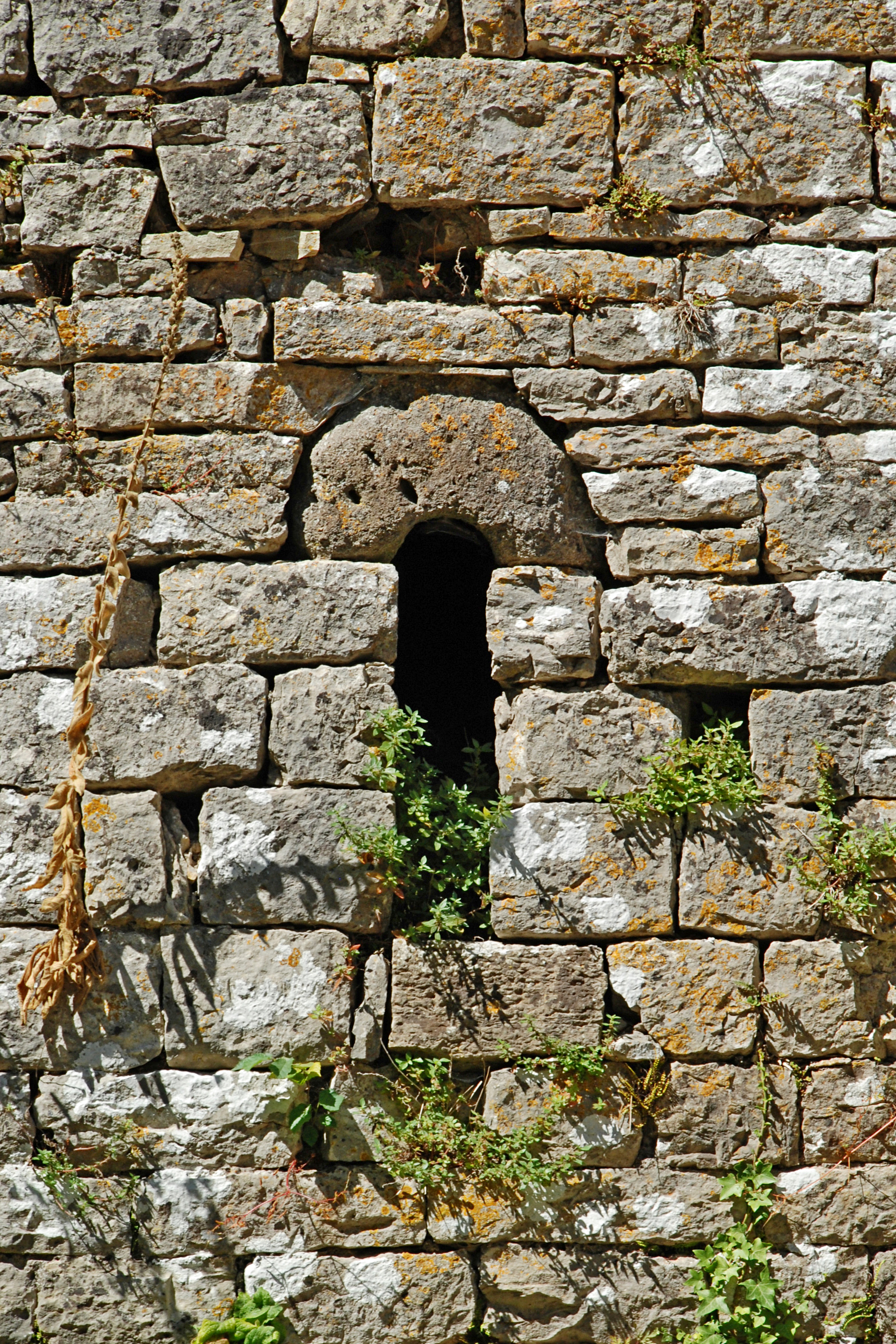
Baie cintrée du rez-de-chaussée.
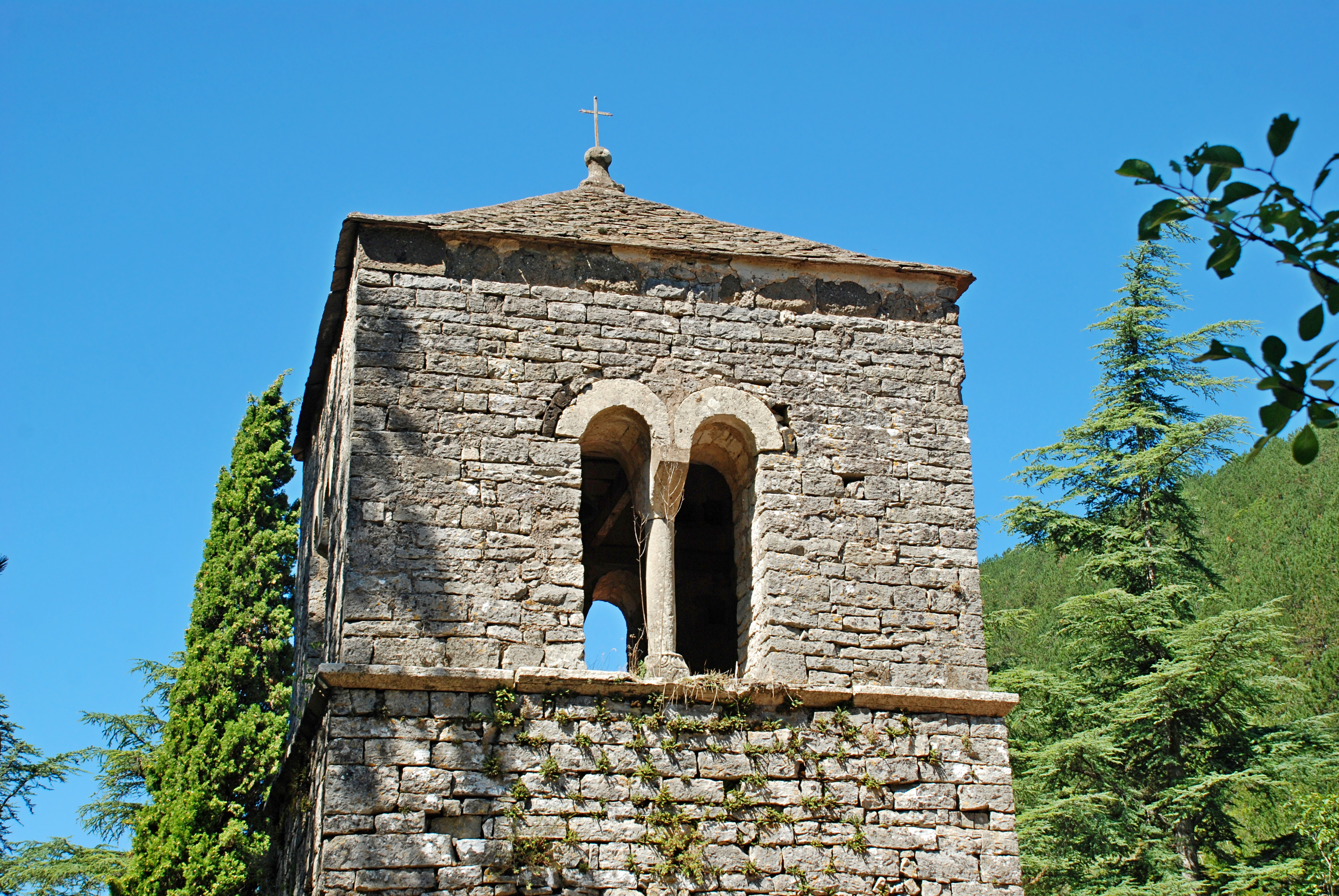
Le sommet du clocher.
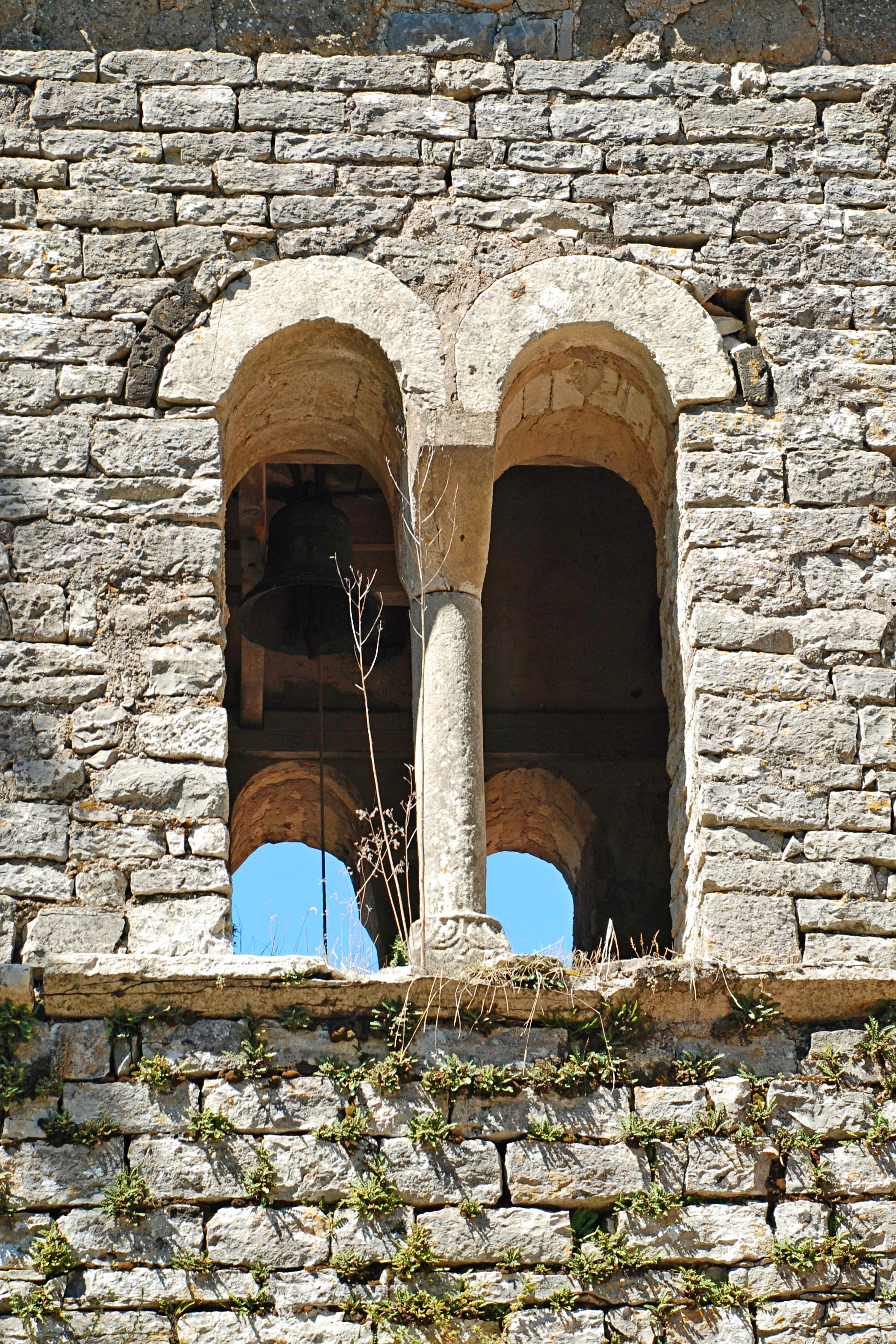
Baies géminées du dernier étage.
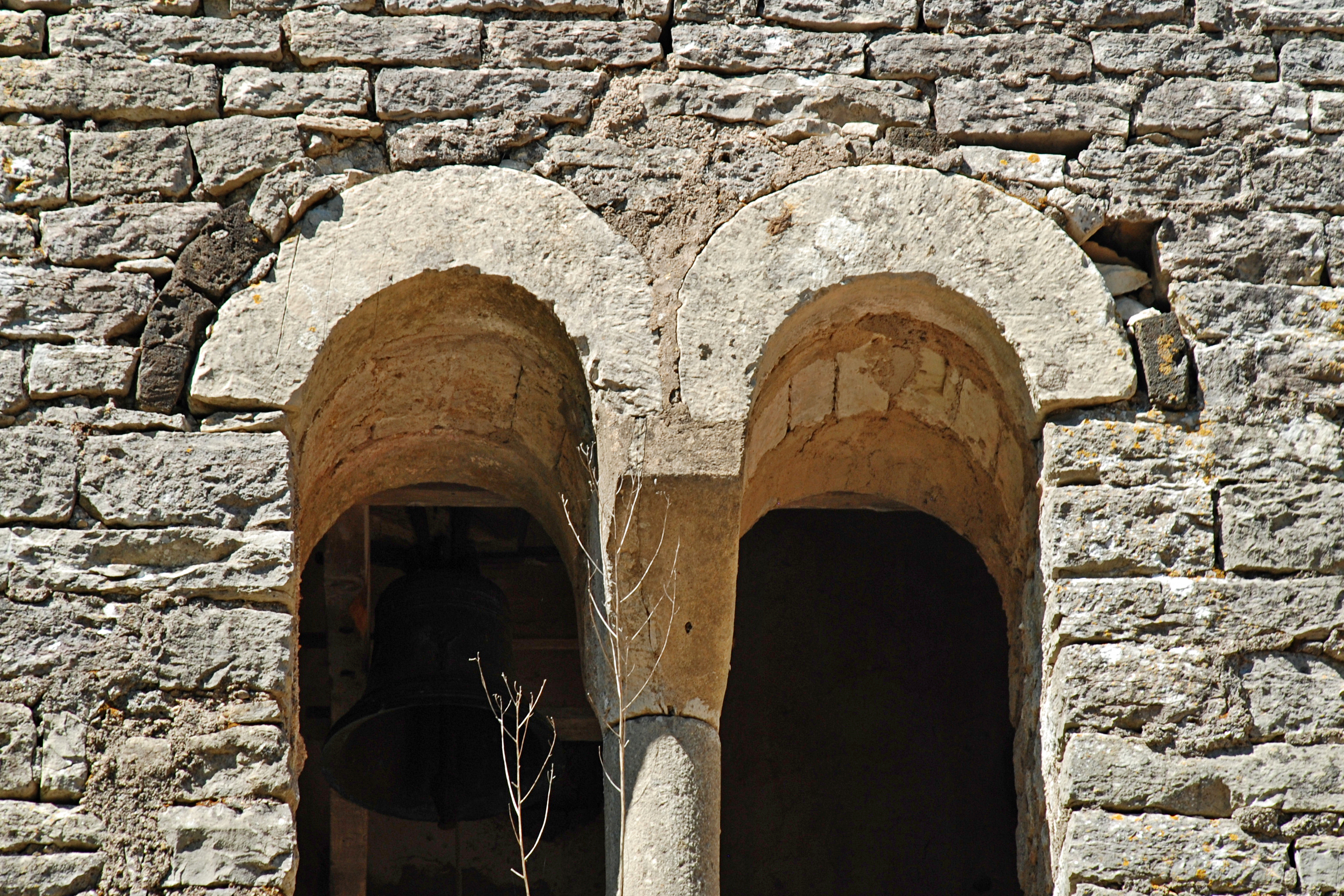
Arcs des baies géminées, au cordon de basalte dégradé.

### La chapelle
La chapelle, adossée au clocher au nord de celui-ci, est érigée en moellons et couverte de tuiles.
Le chevet, sans grâce, est enduit de ciment et recouvert de lauzes.

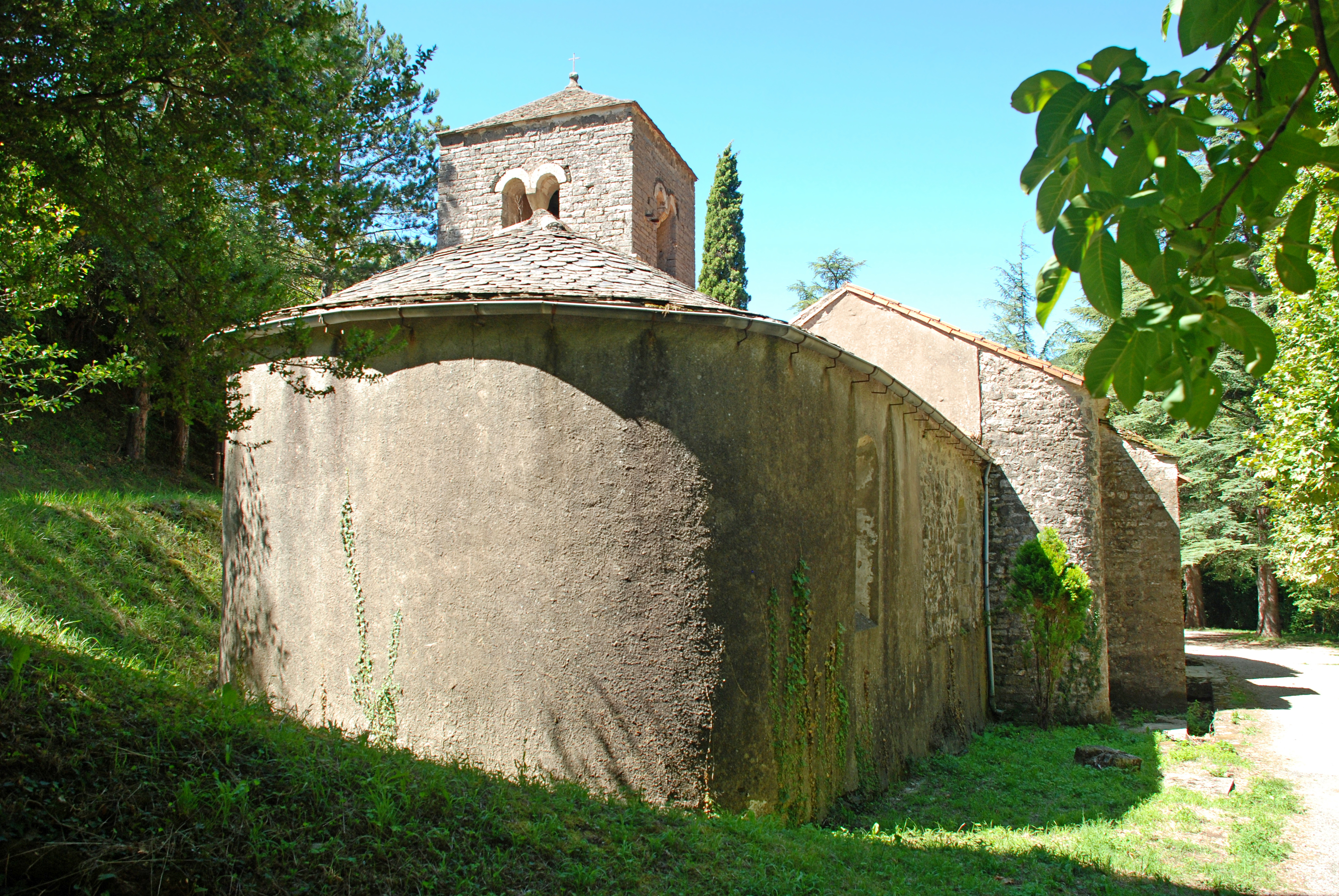
Le chevet enduit de ciment.
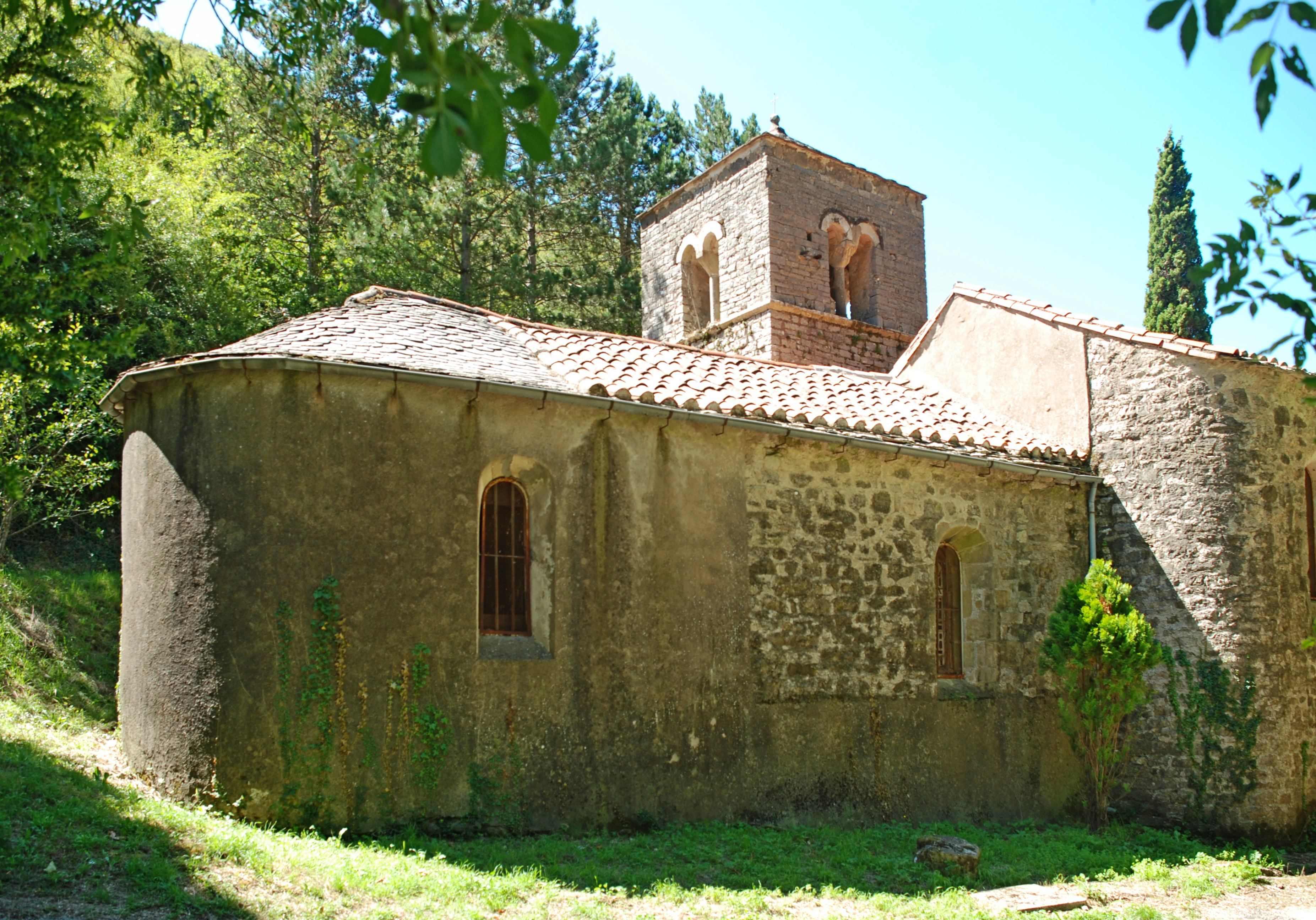
Le chevet enduit et la chapelle en moellons.

### L'ermitage
L'ensemble se termine à l'ouest par l'ermitage, composé de deux bâtiments situés dans l'axe de la chapelle.

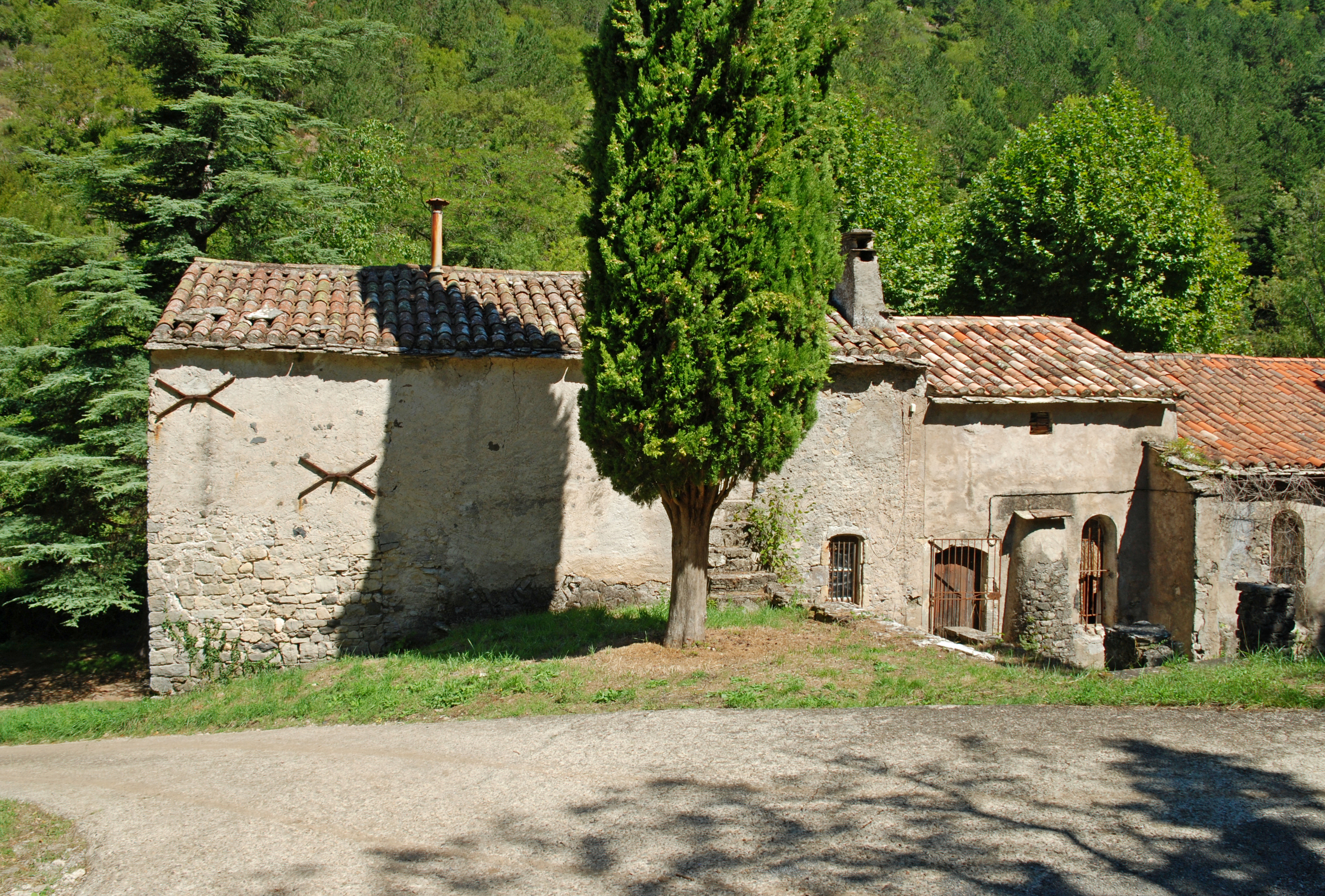
L'ermitage.
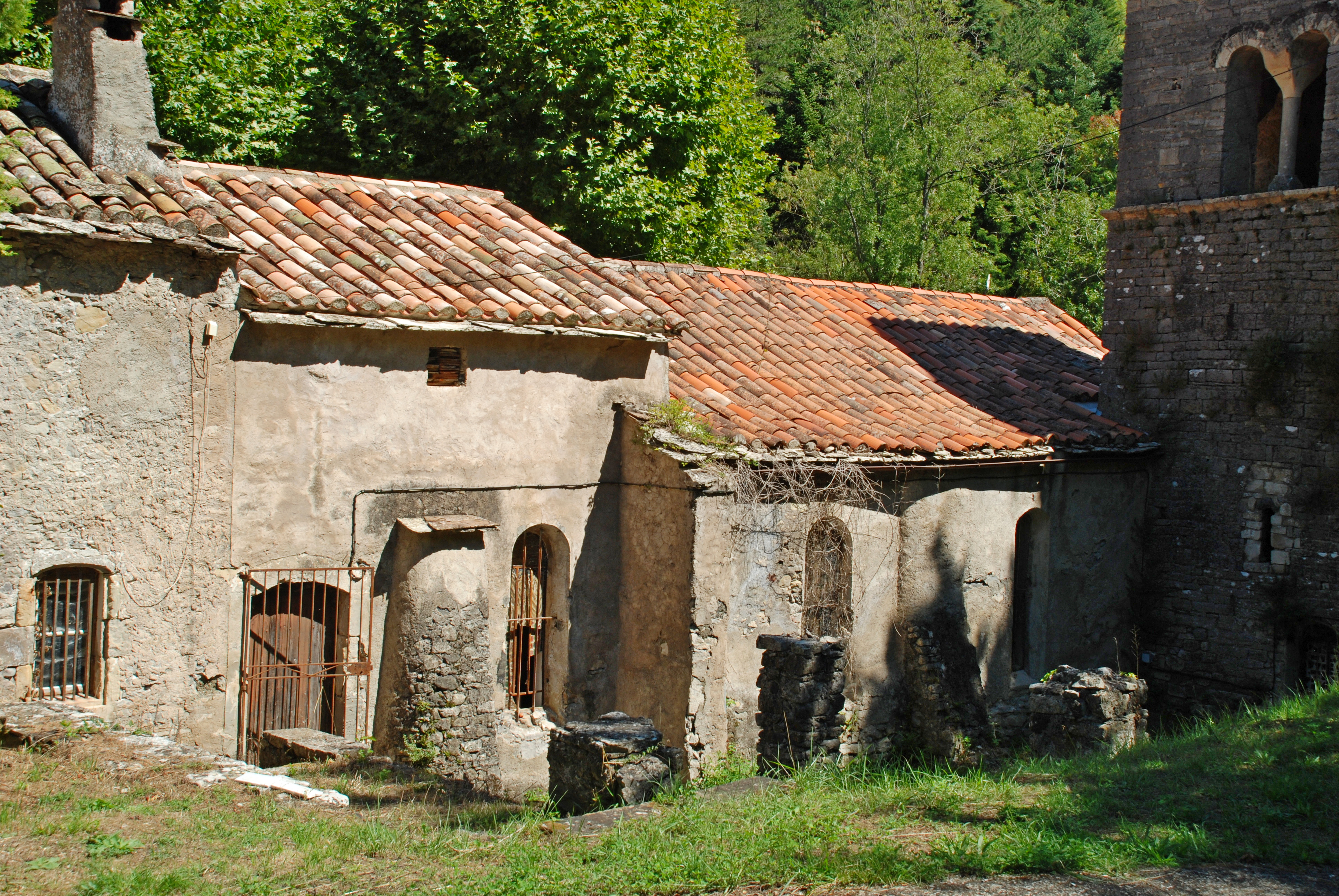
Jonction entre l'ermitage et la chapelle.